# Costantino Belluscio
Costantino Belluscio (ur. 4 marca 1930 w Cervii, zm. 11 lutego 2010 w Rzymie) – włoski polityk i dziennikarz, deputowany krajowy i europejski, podsekretarz stanu w różnych resortach.

## Życiorys
Wywodził się z rodziny Arboreszy z Lungro. Aktywny w młodzieżowej partyzantce antyfaszystowskiej, w 1944 uczestniczył w powołaniu Socjalistycznej Partii Jedności Proletariatu. Ukończył studia prawnicze, brał podczas nich udział w zamieszkach studenckich w Neapolu. Od lat 50. zawodowo pracował jako dziennikarz w różnych gazetach, m.in. jako reporter „Avanti!” z Neapolu i członek redakcji partyjnej gazety PSDI „La Giustizia”. W 1957 zatrudniony w agencji ANSA, od 1962 w charakterze szefa działu parlamentarnego. W 1964 został redaktorem i korespondentem u publicznego nadawcy Rai.
Do 1956 członek Włoskiej Partii Socjalistycznej, w 1956 na tle różnic wobec kwestii węgierskiej przeszed do Włoskiej Partii Socjaldemokratycznej. W 1964 został szefem biura prasowego i następnie specjalnym sekretarzem prezydenta Giuseppe Saragata.
Od 1975 do 1993 i od 1997 do 2004 burmistrz Altomonte. W latach 1972–1976 i 1979–1987 zasiadał w Izbie Deputowanych VI, VIII i IX kadencji. Od 1973 do 1977 oddelegowany także do Parlamentu Europejskiego. Zajmował stanowiska podsekretarza stanu w resortach pracy i zabezpieczenia społecznego (sierpień 1979 – kwiecień 1980, odpowiedzialny za zabezpieczenie społeczne) i spraw zagranicznych (październik 1980 – czerwiec 1981, odpowiedzialny za współpracę kulturową i naukową).
Członek loży masońskiej Propaganda Due. Wyróżniany odznaczeniami państwowymi Wielkiej Brytanii, Etiopii, Jugosławii, Polski, Austrii, Szwecji, Danii i Albanii.